# Първа сръбска телевизия
Първа сръбска телевизия (на сръбски: Прва српска телевизиjа, Prva srpska televizija) е сръбска частна национална телевизия. Стартира на 20 септември 2010 г., като приемник на телевизия Fox. Това е първата сръбска телевизия, излъчваща картината във формат 16:9.

## Програма
- Вести
- Евро пулс
- Жариште
- Ноћни журнал
- Став Србије
- Тачно 1
- Тачно 9